# 미르코 엥글리히
미르코 엥글리히(독일어: Mirko Englich, 1978년 8월 28일~)는 독일의 전직 레슬링 선수이다. 2008년 하계 올림픽에서 그레코로만형 헤비급 은메달을 획득하였다.